# スイス国鉄Dm2/4形気動車
スイス国鉄Dm2/4形気動車(スイスこくてつDm2/4がたきどうしゃ)は、スイスのスイス連邦鉄道（SBB: Schweizerische Bundesbahnen、スイス国鉄）の本線系統で使用されていた荷物気動車である。なお、本機はFm2/4形の18601号機として製造されたものであるが、その後の改造および称号改正によりFm2/4 891号機、Fm2/4 1692号機を経て最終的にDm2/4 1692号機となったものである。

## 概要
1892年に発明されたディーゼルエンジンは欧州では1920年代頃から鉄道車両の搭載が始まり、スイスにおいても1912年製の世界初のディーゼル機関車にヴィンタートゥールのGebrüder Sulzer製の機関が搭載されるなどその開発に各メーカーが参加していた。幹線区間から電化を急いでいたスイス国鉄でも当面非電化で残る路線の運行効率化を目的としてディーゼルエンジンを搭載した気動車を試験的に導入することとして、1910-20年代のアメリカで発達していた、大型の鋼製客車の室内一端にガソリンエンジンを搭載したガス・エレクトリックもしくはドゥードゥルバグと呼ばれる電気式気動車と同様の構成で、ディーゼルエンジンを搭載した3等/荷物合造気動車であるCFm2/4形1両を1924年に1両導入していたが、本形式は出力増強により客車列車牽引を視野に入れた改良形として1930年に1両が導入されたものであり、後に製造された鉄道省のキハニ36450形電気式気動車とも機関方式の差はあるが同様の機器構成となっている。本機は2'Bo'の車軸配置で、直列6気筒のディーゼルエンジンと主発電機の発生電力によって2台の主電動機を駆動しており、その後第二次世界大戦時の燃料油不足や電化の進展にもかかわらず、ターボチャージャーの搭載や機関換装を経て同様の形態の電気式2等/荷物気動車であるBDm2/4形とともに運行が継続されて1971年まで使用された。
なお、本形式はBDm2/4形と同様に車体、台車、機械部分の製造をSIG、主機の製造をGebrüder Sulzerが担当しているが、主発電機、主電動機、電気機器の製造はBDm2/4形のBBCからMFOの担当に変更となっている。

## 仕様

### 車体
- 車体はBDm2/4形および1923年製のBe4/6形電車や1927年製のDe4/4形荷物電車[7]と同様の形態の木鉄合造構造で、台枠は鋼材のリベット組立式でトラス棒付、その上に木製の車体骨組および屋根を載せて前面および側面外板は鋼板を木ねじ止めとしたものとし、屋根は屋根布張り、床および内装は木製としている。また、車体内は前位側から長さ1200mmの乗務員室、4950mm主機室、3400mmで片側を通路とした郵便室、5265mmの荷物室、2700mmmの荷物室、1200mmの乗務員室の配列となっている。
- 正面は隅部がR付で屋根端部が庇状に張出した平妻形態で、中央の貫通扉の左右に庇付の正面窓があり、正面下部左右に外付式の、貫通扉上部に埋込式の丸形前照灯が配置されており、後位側には屋根上昇降用の梯子が設置されている。連結器は台枠取付のねじ式連結器で、緩衝器が左右に、フックとリンクが中央に設置されている。
- 側面は窓扉配置11D13d（乗務員窓-荷物室窓-荷物室扉-郵便室窓-主機室窓-乗務員室扉）で、各窓は幅600mmの上隅部にRの付いた下落とし窓で、荷物室扉は幅1500mmの外吊式の片引扉、乗務員室扉は内開扉となっている。また、主機室側面下部には冷却気導入用のルーバーが設置されていた。また、屋根上には主機室上部にラジエターが、客室上部に水雷形のベンチレーターが設置され、主機室部の屋根のみ鋼製の取外し可能なものとなっているほか、屋根両端部にはつらら切りが設置されている。
- 運転室は当時のスイスの機関車などと同じ立って運転する形態で、従来のスイス国鉄機は右側運転台であったが、本機は左側運転台であり、その後の軽量高速機やAe4/6形以降の電気機関車も左側運転台となっている。また、郵便室への荷物の搬出入は荷物室内から行うもので、室内には郵便用の仕分棚が設置されている。
- 車体塗装は緑色で、側面に各種標記類のプレートが設置されており、下部中央に"SBB""CFF"とスイス国旗の付いたもの、その左右に形式名と機番のものがそれぞれ設置され、車体正面貫通扉にも機番が入れられていた。また、車体台枠、床下機器と台車は黒、屋根および屋根上機器はグレーである。その後車体の標記類はプレートから車体への直接の表記に変更され、車体側面下部中央にスイス国旗とその左右に"SBB""CFF"のレタリングが、側面左端下部に形式名と機番が、乗降扉左右に客室等級の"2"もしくは"3"が入るようになり、車体台枠、床下機器と台車がグレーに変更されている。

### 走行機器
- 本機は主機としてGebrüder Sulzer製の直列6気筒4ストロークでボア×ストロークが280×360mmのSulzer 6LV28ディーゼルエンジン[8]を1基主機室内床上に搭載し、そこに直結されるMFO製で最大発生電圧1020VのTyp 8B950主発電機によって発生した電力によって後位側台車の2軸を2基のTyp EM520直流直巻整流子電動機を駆動するもので、運転台からの電気指令などによる遠隔制御としている。なお、主機の出力は257kW/520rpmもしくは309kW/620rpmであるほか、補助回路用の定格電圧150VのTyp GE45発電機が設置され、蓄電池充電用の電動発電機や灯具類へ電力を供給していた。
- ラジエターは屋根上全長にわたって平板型のラジエターを約10枚設置する方式となっている。
- 台車は動台車、従台車ともが軸距2500mm、車輪径1040mmのリベット組立式板台枠台車で、枕ばねは重ね板ばね、軸ばねはコイルばねと重ね板ばねの組合せで軸箱支持方式はペデスタル式で、BDm2/4形と同形であるが、動台車に砂撒装置を設置している。主電動機は定格出力200kWの自己通風式のものを歯車比4.12で吊掛式に装荷しており、基礎ブレーキ装置は両抱き式の踏面ブレーキ、ブレーキシリンダは台車毎の車体取付であった。
- このほかブレーキ装置として自動空気ブレーキと手ブレーキを装備するほか、補機として床下にセルモーターや照明等用の蓄電池および充電用の電動発電機などを搭載している。

### 改造
- 1936年から主機にBBC製のターボチャージャーを追加する改造を行い、機関形式が6LDA28に改められて機関出力は309kWから441kWに、最高速度は75km/hから90km/hに引き上げられている。
- その後1957年に発生したクランクシャフトの故障に伴い1961年にかけて主機の換装を行い、SLM製のV型8気筒ターボチャージャー付で出力529kW/1200rpm、ボア×ストロークが200×240mmのTyp 8YD20TrTとなっている。なお、この期間はスイス国鉄のEm3/3形ディーゼル機関車とほぼ同一のものである。
- なお、1947年には機番が変更となってFm2/4 891号機に、1961年には機関換装によってFm2/4 1692号機となり、さらに1963年には称号改正によって形式名のうち、荷物室の称号が"F"から"D"に変更となったことにより、Dm2/4形1692号機となっている。

### 主要諸元
- 軌間：1435mm
- 動力方式：ディーゼルエンジンによる電気式
- 最大寸法：全長16300mm、車体幅2950mm、屋根高3750mm、全高4435mm
- 軸配置：2'Bo'
- 軸距：2500mm（動台車、従台車とも）
- 台車中心間距離：10800mm
- 車輪径：1040mm（動輪、従輪とも）
- 自重：57.3t（運転整備重量、製造時）59.2t（運転整備重量、過給機搭載）
- 動輪周上重量：26.9t（製造時）、27.5t（過給機搭載）
- 荷重：2.5t
- 荷室・郵便室面積：23m2
- 燃料油量：80０l
- 走行装置（製造時）
  - 主機：Gebrüder Sulzer製直列6気筒6LV21×1基（定格出力：257kW/520rpmもしくは309kW/620rpm、ボア×ストローク：280×360mm）
  - 主電動機定格出力：200kW×2
  - 牽引力：72.5kN（最大）
  - 最高速度：75km/h
- 走行装置（過給機搭載、1936年）
  - 主機：Gebrüder Sulzer製直列6気筒6LDA28×1基（定格出力：441kW、ボア×ストローク：280×360mm）
  - 主電動機定格出力：200kW×2
  - 牽引力：29.4kN（1時間定格、於28km/h）、72.5kN（最大）
  - 最高速度：90km/h
- 走行装置（機関換装、1961年）
  - 主機：Saurer製V型8気筒Typ 8YD20TrT×1基（定格出力：529kW/1200rpm）
  - 主電動機定格出力：200kW×2
  - 牽引力：32.8kN（1時間定格、於44km/h）
  - 最高速度：90km/h
- ブレーキ装置：空気ブレーキ、手ブレーキ

## 運行・廃車
- 本機は1930年から実施された試運転では最大130tの列車を牽引可能であることが確認された後、ヴィンタートゥールに配属されてまずエッツヴィレンからタールハイム間20kmの運行で使用され、以降1935年からはドイツのジンゲンまでの運行にも充当されるようになった。
- 1936年のターボチャージャー搭載改造後はヴィンタートゥールからシャフハウゼン、コンスタンツ、バーゼルを経由してヴィンタートゥールに戻るルートの急行運用やバーゼルからコブレンツを経由してヴィンタートゥールまでの区間で使用され、1938-39年にはひと月の走行距離が18000kmにも達したが、以降は第二次世界大戦による燃料油不足の影響で1945年まで運行されなかった。
- 1945年以降はスイス北西部の路線の電化の進展によって、スイス南部のベッリンツォーナの配置となり、ベッリンツォーナから、ゴッタルド線のロカルノまでの支線を経由してイタリアのルイーノに至る路線の国境手前のランツォまでの22.8kmの区間で、BDm2/4形[9]とともに使用され、当初1日平均の走行距離は268kmであったが、1947年には再度ヴィンタートゥールの配置となってジンゲンまでの路線で使用されていた。
- その後BFm2/4形に引続いてスイス西部、レマン湖畔のニヨンからクラシエで国境を越えてフランスのディボンヌへ至る路線の一部列車のディーゼル動車化に使用されることとなって、1961年の機関換装後にジュネーヴに配属されたが、同路線が1962年9月29日に廃止となったことからによりほとんど使用されないまま再々度ヴィンタートゥールの配属となった。
- その後はエッツヴィレンからシャフハウゼン経由でジンゲン間で旅客列車を牽引する運行につき、1969年以降はBm4/4形ディーゼル機関車とともに使用されていたが、次第に運行から外れて1971年には廃車となり、機関はEm3/3形ディーゼル機関車へ流用され、残った車体はエメンタル-ブルクドルフ-トゥーン鉄道[10]に譲渡されて1201号救援車となった。